# 音樂孩子王
《音樂孩子王》是日本朝日電視台於2009年1月16日开播，日本时间每週五晚上23:15時播出的，本剧由大野智主演的電視劇。

## 概要
擔任主唱的搖滾樂隊突然宣布解散，又被戀人（水野明音）甩，就業內定也取消的什麼都失掉了的男人矢野健太，因誤會突然變成《唱歌的哥哥》。故事以別開生面的兒童音樂節目《一起唱歌吧!》為舞台展開。在老手全權主義與行業潛規則瀰漫的節目組中，大野飾演的新人在與孩子們的相互接觸中逐漸成長。
主演的大野2008年7月期的《魔王》繼續由於第2作品的連續電視劇主演作品。木村佳乃2年隔了4個月的連續電視劇正規。又用第5回本人角色浮雕寶石。特別客串演出自己的黑柳徹子是自1975年的NHK大河劇《元祿太平記》以來相隔了35年的電視劇演出。

## 分配角色
矢野健太：大野智（嵐）
於樂隊「Giselle」突然解散後，不停地到處求職卻屢屢失敗；起初打算去電視台面試兒童節目職員，卻去錯了地方被電視台錯誤僱用為兒童節目的演出者。
水野明音：千紗（GIRL NEXT DOOR）
健太的前女友，擔任「Giselle」鍵盤手。有著酷酷的性格。從以前開始就有成為專業歌手的夢。向健太宣告解散樂隊「Giselle」(實際上，只是從樂隊除去健太)之後再出道後被提拔成主唱。對健太留有著依戀。
美月丽：片瀨那奈
唱歌的姐姐，原為金松冢歌劇團基多拉組的音樂女演員。冰室從陣上退下後變成節目的主持人之一。音樂女演員時代的個性影響下，在平常中常用公主語調與人對話，唱歌也使用歌劇風格方式演出。自尊心高卻容易被打擊。
齊藤守：丸山隆平（關西傑尼斯8）
音樂大學的聲樂家出身，與健太正相反，喜歡孩子節目並具有向上心。但卻有極度的恐懼症。節目用服裝以外經常穿著水色的運動衫。有著學習熱情、不管什麼都記的個性。
冰室洋一：戸次重幸
原番組唱歌的哥哥(33歲)。時常在現場製造獨裁性的態度，節目人員都恭敬的稱呼他為「王子」。認為健太和守會搶走他的光芒所以對兩人特別嚴苛並處處刁難。本職是氣氛歌謠歌手但卻對孩子厭惡。愛好者層幾乎是主婦，但在兒童間卻不受歡迎。電視夕陽專職的鶴田的示意下讓冰室從陣上退下,不過之後對節目仍留有著依戀。
住吉一博：前田健
擔當節目導演。
清水さやか：瀧澤沙織
擔當化妝。
中村洋子：永池南津子
AD。以走後門的方式進入公司工作，常常扯周圍人後腿。
美知留（みちる）：高良光莉
兒童角色出身(首次工作是生後3個月)的偶像Macaron kids的成員。因為孩子厭惡的冰室從陣上退下後回歸節目。因為一直作為兒童偶像活動，在學校被孤立。
あんず：荒川ちか
Macaron kids的成員。是前輩，崇拜作為單元的領導人Michiru。兒童角色初次亮相是7歲。
ニーナ：宮武祭
Macaron kids的成員。同崇拜Michiru。兒童角色初次亮相是5歲。
安斉遼二：吹越満
擔當Giselle的音樂製片人。當初以「趕走主唱健太就讓Giselle出道」的條件使得原先的Giselle踢出健太。
藤崎恵：能世安奈
安齊的秘書。
小山克己：金児憲史
矢野家鐵工場的工作人員。暗戀健太的大姐櫻。
矢野櫻：須藤理彩
健太的姐姐。熟悉著健太的個性，成為對健太來說是非常重要的存在。擔負著矢野家的家務。
矢野光雄：小野武彦
健太的父親。對不檢點的健太有著嚴格的態度。不過內心其實很擔心健太。
真鍋杏子：木村佳乃
節目的製片人。找到對健太未知的可能性。也用言詞巧妙地籠絡專務讓冰室從陣上退下。
ハルキ：SAI（舊團名SCAR、新團名PLUV GARDEN）
Giselle的成員兼領導人。
ソースケ：KYO（舊團名SCAR、新團名PLUV GARDEN）
Giselle的成員。

### 客串
専務 - 鶴田忍（第3話）
電視夕陽專務。鶴田的一聲讓冰室從節目從陣上退下了。
わたる - 清水優哉（第3話）
專務的孫子。任性自由，不過，革心給予健太再一次立志『唱歌的哥哥』的契機。
大吾 - 岡山智樹（第4話）
在學校孤立的Michiru打開唯一心仪的男孩子。
黒柳徹子（第5話、特別出演）
本人角色。
田島春彦 - 飯田基祐（第5話）

田島母 - 福井裕子（第5話）
田島的母親。
小松原 - 吉田慎之介（第5話）

櫻井翔（嵐）（第7話、友情出演）
《小雙俠》(Yatterman)的演員『以大家歌!在papipupepon裡(上)』客人演出，本人角色。
佐倉井大 - 田畑祐一（第7話）
- 上宮菜菜子（第7話）
- 尾崎千瑛（第7話）

## 職員
- 脚本：永田優子
- 音楽：辻陽
- 音楽協力：朝日電視音樂
- 企画：大川武宏
- 製片人:桑田潔(朝日電視)，川西琢(朝日電視)，壁谷悌之(泉廣播製作)
- 製片人侯補：飯田さやか
- 演出：長江俊和、髙橋伸之、梶山貴弘
- 技術協力：ジェニック、テイクシステムズ、ブル
- 照明協力：ラ・ルーチェ
- 編輯合作:巴斯克
- 音響效果：ふなや
- 美術協力：テレビ朝日クリエイト
- 職員合作：イン・ナップ
- 製作:朝日電視，泉放送製作

## 放送日・副標題・收視率
| 各話      | 放送日        | 副標題                        | 演出     | 收視率 |
| --------- | ------------- | ----------------------------- | -------- | ------ |
| Act-1     | 2009年1月16日 | 幸福を振りまく史上最悪の男!!  | 長江俊和 | 10.6%  |
| Act-2     | 2009年1月23日 | 歌え健太!! 子供たちのために…  | 長江俊和 | 10.4%  |
| Act-3     | 2009年2月6日  | 王子失脚!? 心に響くありがとう | 髙橋伸之 | 11.6%  |
| Act-4     | 2009年2月13日 | 奇跡のチョコ!! 告白大作戦     | 梶山貴弘 | 10.2%  |
| Act-5     | 2009年2月20日 | 熱愛発覚!? 誤解が結ぶ親子の絆 | 長江俊和 | 10.2%  |
| Act-6     | 2009年2月27日 | 友情崩壊!? 番組存続のピンチ   | 髙橋伸之 | 10.6%  |
| Act-7     | 2009年3月6日  | 最終章!! 再び全てを失う瞬間   | 長江俊和 | 11.8%  |
| Final Act | 2009年3月13日 | 希望の歌声!! 涙のラストライブ | 長江俊和 | 10.7%  |

※ 1月30日《50時間电视》、《今夜!因為森田一義俱樂部特別》休止

## 主題歌
- 矢野健太starring 大野智 《烏雲散去、天氣晴》（2009年3月4日）

## 外部連結
- 官方網站

## 作品變遷
| 朝日電視台系列 週五晚間連續劇 星期五 23:15至24:10 | 朝日電視台系列 週五晚間連續劇 星期五 23:15至24:10 | 朝日電視台系列 週五晚間連續劇 星期五 23:15至24:10 |
| ------------------------------------------------- | ------------------------------------------------- | ------------------------------------------------- |
|                                                   | 音樂孩子王 （2009.1.16 -2009.3.13）               |                                                   |
| 上班族金太郎 （2008.10.10 - 2008.12.12）          | 名偵探的守則 （2009.4.17 - 2009.6.19）            |                                                   |